# مقدونیه شرقی و تراکیه
مقدونیه شرقی و تراکیه (به یونانی: Ανατολική Μακεδονία και Θράκη)، سابقاً (به یونانی: Περιφέρεια Ανατολικής) یکی از سیزده استان یونان است. این استان از نواحی شمال شرقی یونان تشکیل شده و شامل قسمت شرقی منطقهٔ مقدونیه و منطقهٔ تراکیه (تراس) و جزایر تاسوس و ساموتراس است.

## مدیریت
استان مقدونیهٔ شرقی و تراکیه در اصلاحات مدیریتی سال ۱۹۸۷ تأسیس شد. با اجرای طرح کالیکراتیس، قدرت و اقتدار این استان افزایش یافت. این استان به همراه استان مقدونیهٔ مرکزی، توسط هیئت تمرکززدایی مقدونیه و تراکیه که مقر آن در سالونیک است نظارت می‌شود. مرکز این استان در کوموتینی قرار دارد.
این استان به شهرستان‌های (واحدهای استانی) مقدونی دراما، کاوالا و داسوس و شهرستان‌های (واحدهای استانی) تراکیه‌ای کاندی، رودوپ و اوروس تقسیم شده‌است. تا قبل از اجرای اصلاحات کالیکراتیس، واحدهای استانی (به جز داسوس که قسمتی از کاوالا بود) به عنوان شهرستان‌های مستقل مدیریت می‌شدند. از سال ۱۹۹۴ آن‌ها به ابرشهرستان‌های دراما-کاوالا-کاندی و رودوپ-اوروس گروه‌بندی شدند.
استاندار مقدونیهٔ شرقی و تراکیه از ۱ ژانویه ۲۰۱۱، آریستیدیس جیاناکیدیس است که در انتخابات شورای محلی نوامبر ۲۰۱۱ از جنبش سوسیالیستی پان‌هلنیک برگزیده شد.